# 清水圭のガッコーの人気者
清水圭のガッコーの人気者（しみずけいのガッコーのにんきもの）は、かつてTBSラジオ・JRN系列で1994年4月から1995年3月まで土曜夜に30分間放送していたラジオ番組。バーソナリティはタレントの清水圭。制服向上委員会がレギュラー共演者として出演していた。日本コカ・コーラの一社提供。

## 概要
- 前身番組の自社制作の企画ネットだった『STUDIO C2 SQUARE』から変わり、ほとんどがTBSラジオ制作の番組になっていた。なお番組の後半には、各ネット局アナウンサーが出演し、各地の「人気者」を紹介するコーナーがあった。
- 栃木放送はTBSラジオ制作の番組の後、自社制作番組『部活の人気者』を放送した。
- この番組の終了にともない、AMラジオ局におけるコカ・コーラ一社提供はTBSラジオからニッポン放送（NRN系）に移動し、『Coke Teens Club』を編成した（ニッポン放送でのタイトルは『古田新太と犬山犬子のサンデーおちゃめナイト』の内包番組の『おちゃまぜHot Wave』）。内容も再び自社制作の企画ネットに戻る。なお、TBSラジオでは1995年4月からは引き続き清水のパーソナリティで『清水圭のえぇんちゃうの!?』を放送していた（1996年3月まで）。
- なお、『Coke Teens Club』を編成した多くはJRN/NRNクロスネットである他、北海道、東京都、愛知県、大阪府、福岡県、沖縄県では2局以上の民放があり、キー局のある東京都[1]と、変則クロスネットを取っている北海道[2]と大阪府[3]以外はNRN単独加盟の放送局[4]があるにもかかわらず、既存ネット局のCBCラジオ、RKBラジオ、RBCラジオが過去のネット配信の経緯上の名残で、現在もNRN番組を一部番組販売購入していることなどから、別の経緯で、北九州コカ・コーラボトリングが協賛した番組から移行したKBCラジオ（RKBも並列放送）を除き、NRN単独加盟局への移動はなかった。

## 番組放送局
| 放送局     | スポンサー           | 放送時間             | コカ・コーラ提供枠での後番組              |
| ---------- | -------------------- | -------------------- | ----------------------------------------- |
| TBSラジオ  | 日本コカ・コーラ     | 土曜日 23:00 - 23:30 | [ 5 ]                                     |
| ABCラジオ  | 〃                   | 土曜日 22:30 - 23:00 | コング桑田の爆裂!Hot Wave                 |
| 北海道放送 | 北海道コカ・コーラ   | 土曜日 22:30 - 23:00 | ヤビーのいけいけHot Wave                  |
| 青森放送   | みちのくコカ・コーラ | 土曜日 23:00 - 23:30 | HIROKOの（ウルトラ）2Hot Wave             |
| 秋田放送   | 〃                   | 土曜日 22:30 - 23:00 | 宇奈月満のはひふへHot Wave                |
| 岩手放送   | 〃                   | 土曜日 23:00 - 23:30 | 神山浩樹のSATURDAY Hot Wave               |
| 山形放送   | 仙台コカ・コーラ     | 土曜日 23:30 - 24:00 | 友栄のMusic Hot Wave                      |
| 東北放送   | 〃                   | 土曜日 22:30 - 23:00 | 田沼佳之と大木香乃のJumpin' Hot Wave      |
| ラジオ福島 | 〃                   | 土曜日 22:30 - 23:00 | チカのHey2 凡2 Hot Wave                   |
| 茨城放送   | 利根コカ・コーラ     | 土曜日 22:30 - 23:00 | しげのり・みなこのトンガリHot Wave        |
| 栃木放送   | 〃                   | 土曜日 22:00 - 22:30 | 新井清のSound Hot Wave                    |
| 新潟放送   | 三国コカ・コーラ     | 土曜日 23:00 - 23:30 | かぎとみ徹のおちゃまぜHot Wave            |
| 信越放送   | 長野コカ・コーラ     | 土曜日 23:00 - 23:30 | 山崎昭夫のそら耳Hot Wave                  |
| 山梨放送   | 富士コカ・コーラ     | 土曜日 22:00 - 22:30 | 外川智恵子の口コミHot Wave                |
| 静岡放送   | 〃                   | 土曜日 23:00 - 23:30 | 廣田昭由とナンシーの真夜中Hot Wave        |
| 北日本放送 | 北陸コカ・コーラ     | 土曜日 22:30 - 23:00 | 佐藤栄治のWacha2 Hot Wave                 |
| 北陸放送   | 〃                   | 土曜日 22:45 - 23:15 | マリRing・洋平のサタナイHot Wave          |
| 福井放送   | 〃                   | 土曜日 23:00 - 23:30 | のりちゃん・あべちゃんのHi Hight Hot Wave |
| CBCラジオ  | 中京コカ・コーラ     | 土曜日 23:30 - 24:00 | 大園・戸井の神業Hot Wave                  |
| 和歌山放送 | 三笠コカ・コーラ     | 土曜日 22:30 - 23:00 | 松本裕司・阿部由紀子のY・Y Hot Wave       |
| 山陽放送   | 山陽コカ・コーラ     | 土曜日 22:30 - 23:00 | 榎崎朱子のGO!GO!Hot Wave                  |
| 山陰放送   | 〃                   | 土曜日 23:00 - 23:30 | 谷口あつしのSun Young Hot Wave            |
| 中国放送   | 〃                   | 土曜日 22:30 - 23:00 | 青山高治のみんなノッてけHot Wave          |
| 山口放送   | 〃                   | 土曜日 23:30 - 24:00 | クラクラ&ひろこのDo Hot Wave              |
| 四国放送   | 四国コカ・コーラ     | 土曜日 23:30 - 24:00 | 山ちゃん実ちゃんのドタバタHot Wave        |
| 西日本放送 | 〃                   | 土曜日 22:00 - 22:30 | 和泉さとみのHot Wave                      |
| 南海放送   | 〃                   | 土曜日 22:30 - 23:00 | 真さんのこびこびHot Wave                  |
| 高知放送   | 〃                   | 土曜日 22:00 - 22:30 | 堀内佳のビんカんHot Wave                  |
| RKBラジオ  | 北九州コカ・コーラ   | 土曜日 23:00 - 23:30 | 龍山康朗と荒木美帆のおちゃまぜHot Wave    |
| 長崎放送   | 〃                   | 土曜日 23:30 - 24:00 | 熊切秀昭のちゃんぽんHot Wave              |
| 熊本放送   | 南九州コカ・コーラ   | 土曜日 23:00 - 23:30 | 小林明弘と角田百衣のCampus Hot Wave       |
| 大分放送   | 〃                   | 土曜日 22:25 - 22:55 | けんちゃんとしげみのナイトHot Wave        |
| 宮崎放送   | 〃                   | 土曜日 23:00 - 23:30 | NorryのうだうだHot Wave                   |
| 南日本放送 | 〃                   | 土曜日 23:00 - 23:30 | おちゃまぜHot Wave                        |
| 琉球放送   | 沖縄コカ・コーラ     | 土曜日 22:30 - 23:00 | クロマル・チャミのナマヤサHot Wave        |

## 注
1. ↑  TBSラジオ→ニッポン放送
2. ↑  NRN単独のSTVラジオと、JRN・NRNクロス（ただしJRNの比率が高い）のHBCラジオがあるが、STVには移行せずHBCで放送
3. ↑  在京局の新聞資本の関係から、ABCラジオはMBSラジオ共々、JRNとNRN双方に加盟しているため
4. ↑  東海ラジオ放送、KBCラジオ、ラジオ沖縄
5. ↑  スポンサード契約上での後続番組はニッポン放送「おちゃまぜHot Wave」

| TBSラジオ 土曜日23:00 - 23:30枠（1994年4月 - 1995年3月）                                    | TBSラジオ 土曜日23:00 - 23:30枠（1994年4月 - 1995年3月） | TBSラジオ 土曜日23:00 - 23:30枠（1994年4月 - 1995年3月）                                                                                 |
| 前番組                                                                                      | 番組名                                                   | 次番組 |
| ------------------------------------------------------------------------------------------- | -------------------------------------------------------- | --- |
| LA2のMISTY NIGHT!                                                                           | 清水圭のガッコーの人気者                                 | 清水圭のえぇんちゃうの!? |
| TBSラジオ他Japan Radio Network基幹局 コカコーラボトラーズ1社協賛枠（1994年4月 - 1995年3月） |                                                          | |
| STUDIO C2 SQUARE（企画ネット番組）                                                          | 清水圭のガッコーの人気者                                 | 廃枠 ※スポンサード上の後継番組はNRNの「Coke Teens Club」（企画ネット番組）へ移行 <ただし、一部JRNシングルネット局もネットを継続して放送> |